# Viestards
Viestards (másképpen Viesthard, Vesthardus, Viesturs) az egyik legnagyobb zemgal (Zemgale vagy Szemigallia ma Lettország része) uralkodó volt a 13. században, akinek a központja Tērvete volt. A század első évtizedeiben szövetkezett a német keresztes lovagokkal, noha soha nem fogadta el a kereszténységet, Szemigalliában is csak egy papot engedett prédikálni.
Amikor a német keresztesek megszegték az egyezséget és megtámadták Mežotne várát, Viestards a németek kérlelhetetlen ellensége lett. Szövetségre lépett a szomszédos litvánokkal, akikkel sok csatát vívtak a keresztesek ellen. S bár Viestards 1230-ban meghalt, a zemgalokat nem sikerült legyőzni.